# Il mistero del gatto grigio
Il mistero del gatto grigio  (The Case of the Black Cat) è un film del 1936 diretto da William C. McGann. Prodotto e distribuito dalla Warner Bros., uscì in sala il 31 ottobre 1936.
Il regista Alan Crosland morì per un incidente il 16 luglio e venne sostituito sul set da McGann che firmò il film.

## Trama
Perry Mason viene convocato a villa Laxter nel cuore della notte per cancellare dal testamento di Peter Laxter il nome della nipote Wilma, per impedirle di sposare il sospetto cacciatore di dote Doug. Peter muore in un incendio misterioso e i due nipoti di Laxter, Sam Laxter e Frank Oafley, ereditano la sua proprietà a condizione che il vecchio custode Schuster e il suo gatto Clinker vengano mantenuti.  Perry scopre che la morte di Laxter era sospetta e che il patrimonio di famiglia e i diamanti sono scomparsi.

## Produzione
Il film fu prodotto dalla Warner Bros.